# 李鍾寿
李 鍾寿（イ・ジョンス、朝鮮語: 이종수/李鍾壽、1921年3月7日 - 2015年5月24日）は、大韓民国の実業家、政治家。第2・3・4代韓国国会議員。
本貫は慶州李氏、号は芝圃。キリスト教徒。 

## 経歴
日本統治時代の慶尚南道金海郡（現・金海市）出身。ソウル培材高等学校を経て、1943年中央大学法科卒。韓青団長、朝鮮農具製作所経営者、釜山明仁学院理事長、東亜学塾監事、三豊産業株式会社社長、金海乙選挙区選出の自由党所属の国会議員3期、国会財政経済委員会幹事・交通逓信分科委員会委員長、慶州李氏中央花樹会副会長・諮問委員、大韓民国憲政会元老諮問委員・副会長・理事・元老会議副議長、ノジャン育成中央連合会諮問委員、第3代国会議員親睦会会長などを務めた。20代で第2代総選挙に初当選したほか、金海長有中学と東亜大学の設立のために私財を投じた。
2015年5月24日、持病により死去。享年94。